# Gara Muleta
Der Gara Muleta oder Gārāmulatā ist ein 3405 m hoher Berg in der Verwaltungsregion Oromia in Äthiopien. Er ist der höchste Berg des Chercher-Hochlandes und gehört zu den Ahmar-Bergen. Der Berg ist von einem immergrünen Nebelwaldzone mit vielen Epiphyten umgeben. Innerhalb der halbariden bis ariden Landschaft bildet der Wald ein einzigartiges Ökosystem.
Der Gara Muleta erstreckt sich horizontal über 16 km, mit Höhenunterschieden zwischen 2400 und 3400 m. Die Geologie, die Böden und das Klima des Berges wurden 1968 von Henry Fred Murphy und 1990 von Siegfried Kurt Uhlig und Käthe Uhlig wissenschaftlich beschrieben.
Im Wald um den Berg finden sich verschiedene Tiere wie der Buschbock, Leopard, Äthiopischer Steinbock, Beisa-Oryx, Hyänen, drei Arten von Pavianen, Buschschweinen, Ginsterkatzen, Afrikanische Zibetkatzen, Gewöhnliche Stachelschweine, Frankoline, Perlhühner und eine reichliche Auswahl von Vögeln und Reptilien.
Zwischen 1983 und 1994 gab es zahlreiche botanische Studien am Berg, bei denen mehr als 391 Pflanzenarten aus 43 Familien registriert wurden. Viele der Pflanzen sind endemisch.